# Байер, Роберт Луи
Роберт Луи Байер (англ. Robert Louis Byer; род. 9 мая 1942, Глендейл, штат Калифорния, США) — американский физик. Президент Оптического общества Америки в 1994 году и Американского физического общества в 2012 году.

## Биография
Роберт Луи Байер родился 9 мая 1942 года в Глендейле, Калифорния.
Байер окончил Калифорнийский университет в Беркли (в лаборатории Самнера П. Дэвиса) со степенью бакалавра в 1964 году и (после работы в Spectra Physics in Mountain View 1964/65) в Стэнфордском университете со степенью магистра.
Доктор философии в 1969 году под руководством Стивена Э. Харриса. В 1974 году стал доцентом и в 1979 году профессором прикладной физики в Стэнфордском университете.
В 1974 году он стал научным сотрудником Sloan. С 1980 по 1983 и с 1999 по 2002 годы он возглавлял кафедру прикладной физики. С 1987 по 1992 год он был вице-проректором и деканом по исследованиям, а с 1992 по 2000 год директором Центра нелинейных оптических материалов. С 1997 по 2006 год он был директором Лаборатории экспериментальной физики Хансена, а с 2006 по 2009 год — лаборатории Эдварда Л. Гинзтона. С 2000 года он является содиректором Стэнфордского исследовательского центра фотоники.

## Научные достижения
С 1969 года он проводит исследования и ведёт занятия по лазерам и нелинейной оптике в Стэнфордском университете. Он внёс большой вклад в лазерную науку и технику, включая демонстрацию первого перестраиваемого параметрического генератора видимого света, разработку нестабильного Nd: YAG-лазера с модуляцией добротности, дистанционное зондирование с использованием перестраиваемых инфракрасных источников и прецизионную спектроскопию с использованием когерентного антистоксового комбинационного рассеяния (КАРС). Текущие исследования включают разработку нелинейно-оптических материалов и лазерных источников с твердотельной лазерной накачкой для приложений, предназначенных для обнаружения гравитационных волн и лазерно-плазменного ускорения частиц.
Профессор Байер сыграл важную роль в успехе трёх компаний, занимающихся лазерными технологиями.
- Quanta-Ray коммерциализировал высокоэнергетический импульсный лазер, изобретённый в лаборатории Байера[7] который до сих пор широко используется в научных исследованиях. Quanta-Ray был приобретён Spectra-Physics в 1981 году[8] и в настоящее время является частью корпорации Newport.
- Байер был основателем Lightwave Electronics[англ.], новаторского дизайнера и производителя твердотельных лазеров с диодной накачкой, который был приобретён JDS Uniphase в 2005 году[9] и теперь является частью Lumentum Holdings.
- Он играл аналогичную роль в Mobius Photonics, которая производила импульсные волоконные лазеры, и была приобретена IPG Photonics в 2013 году.[10]

Профессор Байер привнёс вклад Стэнфордского университета в работу Обсерватории гравитационных волн лазерного интерферометра (LIGO), которая 14 сентября 2015 года впервые обнаружила возмущение в пространстве-времени, вызванное парой сливающихся чёрных дыр.

## Участие в научных организациях
Профессор Байер является членом Оптического общества, Института инженеров по электротехнике и электронике (IEEE), Американского физического общества и Американской ассоциации развития науки и Американского лазерного института. В 1985 году профессор Байер был президентом Общества лазеров и электрооптики IEEE. Он был избран президентом Оптического общества Америки и служил в 1994 году. Он является одним из основателей Калифорнийского совета по науке и технике и занимал пост председателя с 1995 по 1999 год. Он был членом Научного консультативного совета ВВС с 2002 по 2006 год и членом Национального консультативного комитета по воспламенению с 2000 года.

## Награды
- Премия квантовой электроники от Общества лазеров и электрооптики IEEE (1996).
- Премия RW Wood Американского оптического общества и премию AL Schawlow от Американского лазерного института (1998).
- Медаль IEEE за третье тысячелетие (2000).
- IEEE Photonics Award (2008).
- Медаль Фредерика Айвза Оптического общества Америки (2009).

## Публикации
Профессор Байер опубликовал более 500 научных работ и имеет 50 патентов в области лазеров и нелинейной оптики. Профессор Байер был избран в Национальную инженерную академию США в 1987 году и в Национальную академию наук США в 2000 году.